# Josef Block

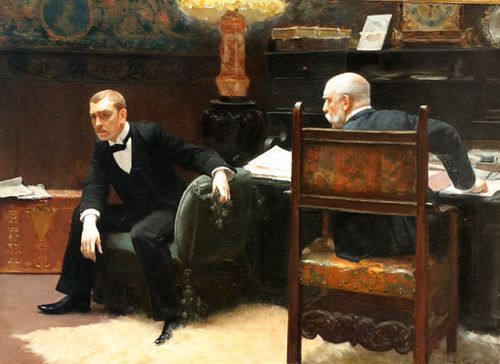
Der verlorene Sohn

Joseph Block (auch Josef) (* 27. November 1863 in Bernstadt an der Weide, Landkreis Oels, Provinz Schlesien; † 20. Dezember 1943 in Berlin) war ein deutscher Maler.

## Leben
Block war Schüler der Breslauer Kunstakademie, wo die lebenslange Freundschaft mit dem Kommilitonen Gerhart Hauptmann entstand, und der Münchner Akademie, wo er im Atelier von Prof. Bruno Piglhein ausgebildet wurde. Block war als Landschaftsmaler an dessen Jerusalem-Panorama beteiligt. Am 29. Februar 1892 wurde in seinem Atelier an der Theresienstraße der Verein der bildenden Künstler Münchens gegründet. Aus dieser Gründung entstand später die Münchener Secession. Im Jahr 1895 heiratete er Else Oppenheim, Tochter des Bankiers und Kommerzienrates Hugo Oppenheim und Nachkömmling Moses und Joseph Mendelssohns. Die Tochter Anna Luise (1896–1982) war mit Carl Ludwig "Achaz" Duisberg (1889–1958), einem Sohn Carl Duisbergs, Heinrich Hauser (1901–1955) und Alfred Winslow Jones (1900–1989) verheiratet. Die Söhne Hugo (1897–1989) und Otto (1901–1977) wirkten als Fotograf bzw. Architekt.
Bis 1896 lebte Joseph Block in München, wo er 1892 zu den Gründern der Münchener Secession gehörte. Danach betätigte er sich in Berlin als Maler von biblischen Historien, realistischen Genrebildern, Porträts und Stillleben. Er stellte u. a. an der Großen Berliner Kunstausstellung und im Salon von Paul Cassirer aus. Block war auch Mitbegründer der Berliner Secession. Er reiste viel und gerne und war begeisterter Fotograf. Wegen seiner jüdischen Abstammung wurde er seit 1933 diskriminiert und musste auf Druck der Nazis Gemälde aus seiner Kunstsammlung verkaufen. Seine Wohnung in der Derfflingerstraße 16 in Berlin-Tiergarten wurde vom Generalbauinspektor für die Reichshauptstadt Albert Speer beschlagnahmt.
Er starb 1943 im jüdischen Krankenhaus im Wedding an Altersschwäche.
Block war Mitglied im Deutschen Künstlerbund.

## Werke (Auswahl)
- Christus und die Samariterin (1887)
- Der letzte Sonnenstrahl (1888)
- Bathseba (1889)
- Der verlorene Sohn (1890 in München, 1891 in Berlin Goldene Medaille)
- Dämmerung (realistisches Interieur, 1893 Medaille der Chicagoer Weltausstellung)
- Der neue Herr (Münchner Secession 1894)
- Ehebrecherin (1897)
- Saul und David (1899)
- Pietà (1902)
- Judith (1904–1905)
- Bildnis eines jungen Mannes (Öl auf Leinwand, 50 × 33,5 cm, 1905; Museum Kunst der Verlorenen Generation, Salzburg)[3]
- Süditalienische Szene (um 1930)
- Der Wissenschaftler (1942)